# Robbery (singolo)
Robbery è un singolo del rapper statunitense Juice Wrld pubblicato il 13 febbraio 2019 come ottavo estratto dal suo secondo album in studio, Death Race for Love.

## Descrizione
Robbery è stata descritta come "una canzone a tema di separazione emotiva". Secondo Complex, il testo tratta di "una donna che ruba il cuore di Juice e di come Juice si vendica contro di lei mentre beve alcolici".
È stato prodotto da Nick Mira, che ha anche prodotto il singolo Lucid Dreams certificato multi-platino di Juice. Rolling Stone ha descritto la canzone come "oscura e melodrammatica", definendola "una metafora goffa su una donna che chiede amore" da Juice.
Dal punto di vista lirico, il primo verso discute il paragone del padre di Juice che gli consiglia di non rivelare le sue insicurezze alle donne e la posizione del suo cuore del contrario.
XXL ha notato la canzone come una "traccia sincera su un amore che ha lasciato Juice distrutto e confuso", mentre Highsnobiety l'ha identificata come un "lamento malinconico su un amore passato".

## Videoclip
Il videoclip ufficiale del brano è stato pubblicato il giorno di San Valentino sul canale YouTube della Lyrical Lemonade e diretto da Cole Bennett. Nel video Juice beve una bottiglia di Hennessy mentre attraversa il matrimonio del suo ex amante con un'altra persona, per "intorpidire il dolore" e "affrontare l'agonia". Poco dopo, mentre se ne va, getta la sua sigaretta accesa su un fiore tenuto da un ospite, causando alla fine la distruzione del locale.

## Classifiche

### Classifiche settimanali
| Classifiche (2019-20) | Posizione massima |
| --------------------- | ----------------- |
| Australia             | 41                |
| Austria               | 58                |
| Belgio (Fiandre)      | 18                |
| Canada                | 22                |
| Danimarca             | 37                |
| Germania              | 99                |
| Grecia                | 33                |
| Irlanda               | 22                |
| Lettonia              | 15                |
| Lituania              | 29                |
| Norvegia              | 24                |
| Nuova Zelanda         | 33                |
| Paesi Bassi           | 81                |
| Portogallo            | 80                |
| Regno Unito           | 39                |
| Repubblica Ceca       | 64                |
| Slovacchia            | 45                |
| Stati Uniti           | 27                |
| Svezia                | 56                |
| Svizzera              | 92                |

### Classifiche di fine anno
| Classifica (2020) | Posizione |
| ----------------- | --------- |
| Portogallo        | 166       |
| Classifica (2021) | Posizione |
| Portogallo        | 192       |